# والنات، شهرستان کویتمن، میسیسیپی
والنات (به انگلیسی: Walnut) یک منطقهٔ مسکونی در ایالات متحده آمریکا است که در شهرستان کوئیتمن، میسیسیپی واقع شده‌است. والنات ۴۹٫۰۷ متر بالاتر از سطح دریا واقع شده‌است.